# Hugo Beikircher
Hugo Beikircher (* 25. Juni 1942 in Bozen) ist ein italienischer Altphilologe und Lexikograf aus Südtirol.

## Leben
Hugo Beikircher ist der mittlere der drei Söhne von Adolf Beikircher, Leiter des städtischen Elektrizitätswerks Bruneck, und Flora von Ingram zu Liebenrain, Fragburg und Graben. Sein älterer Bruder ist der Opernsänger Ivo Ingram Beikircher; der jüngere Bruder ist der Kabarettist und Autor Konrad Beikircher.
In Bozen geboren, wuchs Beikircher in Bruneck auf und studierte nach dem Besuch des altsprachlichen Gymnasiums der Franziskaner in Bozen an der Universität Wien Klassische Philologie, vor allem bei Albin Lesky, Walther Kraus und Rudolf Hanslik. 1967 wurde er an der Universität Wien mit einem Kommentar zur 6. Satire des Aulus Persius Flaccus promoviert.
Seit dem 1. Oktober 1967 arbeitete er am Thesaurus Linguae Latinae an der Bayerischen Akademie der Wissenschaften in München mit und wurde am 1. Juli 1971 zum Redaktor ernannt. Von 2001 bis zu seinem Ruhestand Ende 2008 war er Generalredaktor des Projekts. Beikircher verfasste mehrere hundert Beiträge des Werkes, darunter die umfangreichen Artikel lectio, luo, onus, operio, oppono und opprimo. Seine Tätigkeit als Redaktor bzw. als Generalredaktor erstreckte sich auf die Bände VII 2 (intestabilis – lyxipyretos), X 1 und X 2 (1. und 2. Hälfte des Buchstabens P).

## Schriften (Auswahl)
- Kommentar zur 6. Satire des A. Persius Flaccus. Wien/Köln/Graz 1969 (überarbeitete Fassung der Dissertation)